# 南部縦貫鉄道キハ10形気動車
南部縦貫鉄道キハ10形気動車（なんぶじゅうかんてつどうキハ10がたきどうしゃ）は、南部縦貫鉄道が保有していた鉄道車両（気動車）である。
南部縦貫鉄道線の開業時に新製されたキハ101・キハ102、開業後に予備車として常総筑波鉄道から譲り受けたキハ103、日本国有鉄道（国鉄）のキハ10形を譲り受けたキハ104の3種類4両が存在した。これらは、同形式を称するものの、構造その他の面で全く共通点のない別の車両である。

## キハ101・キハ102
■カテゴリ / ■テンプレート
キハ101・キハ102は1962年（昭和37年）の開業時に富士重工業（現・SUBARU）宇都宮工場で製造された車両で、富士重工業が地方私鉄向けとして製造していた、バス車体工法によって車体を組み立てた「レールバス」と呼ばれる小型気動車である。同社が1959年（昭和34年）に製造した羽幌炭礦鉄道キハ11と基本構造は同一である。

### 構造
車体は富士重工業が、いすゞ、日野、トヨタ、日産自、日産デ、三菱自など幅広いバスシャシメーカーのボディを架装していた当時のR11型R13型のバスボディと同じ、丸みのあるモノコック構造で、両端にバス用の折り扉を配置し、扉の間に上段Hゴム固定式・下段上昇式のいわゆるバス窓を8枚配置している。塗装は上半分がクリーム色、下半分がオレンジ色でその間に白い帯が入っている。車内はロングシートである。
走行装置は二軸式で、エンジンは日野製のバス用ディーゼルエンジンである。動力伝達方式は機械式の一軸駆動で、変速機は前進4段・逆転機1段である。ブレーキは空気式ドラムブレーキと手ブレーキを備えている。
前後端の中央部に運転台を備えている。前述のように機械式であるため、運転席足元にあるクラッチペダルを踏み、運転席右側にあるシフトレバーを操作し、ギアを入れ替えて変速する。ただし、通常の鉄道車両と同様、力行は左手でコンソール上のスロットルレバーを操作し、制動は右手でブレーキハンドルを操作する。
積雪地であるため前面下部にスノープラウを装備している。
警笛は自動車用の電気笛となっている。

### 運用
開業時から1997年（平成9年）に路線が休止（のち廃止）となるまで南部縦貫鉄道線の主力として運用された。バスの工法によって製造された車両だが、通常のバス車両の耐用年数を大幅に上回り、約35年間にわたって使用された。休止直前は安全上の理由から定員が40人に制限されていた。
1996年（平成8年）には鉄道友の会のエバーグリーン賞を受賞している。
路線休止後は旧七戸駅構内で動態保存されている。

### 諸元
- 車体寸法（全長×全幅×全高） - 10,296 mm×2,600 mm×3,165 mm
- 自重 - 9.6 t
- 機関 - 日野DS90（連続定格出力106 PS/2,000 rpm）×1
- 動力伝達方式 - 機械式、乾燥単板式クラッチ
- 定員 - 60人（座席27人）

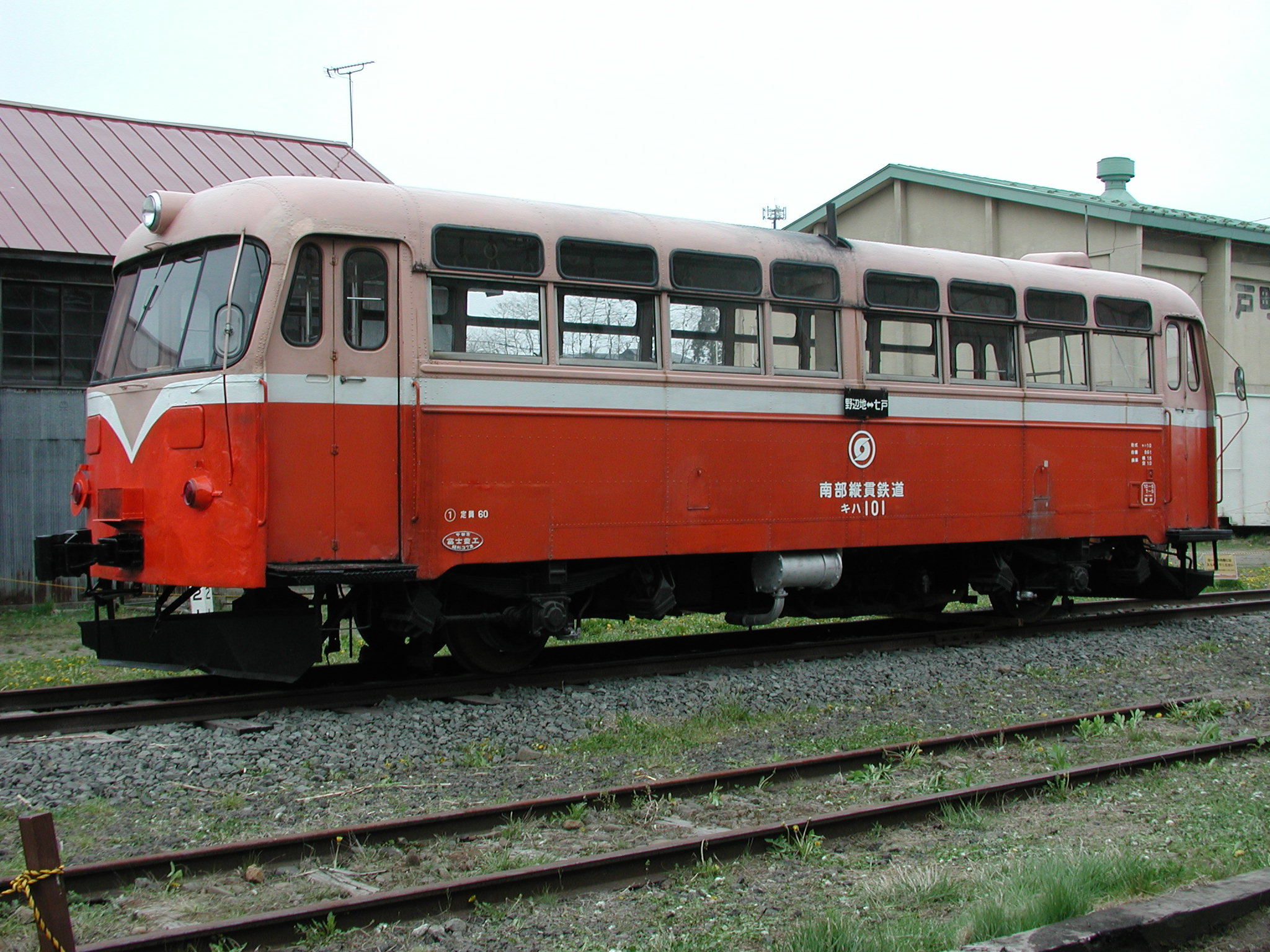
キハ101
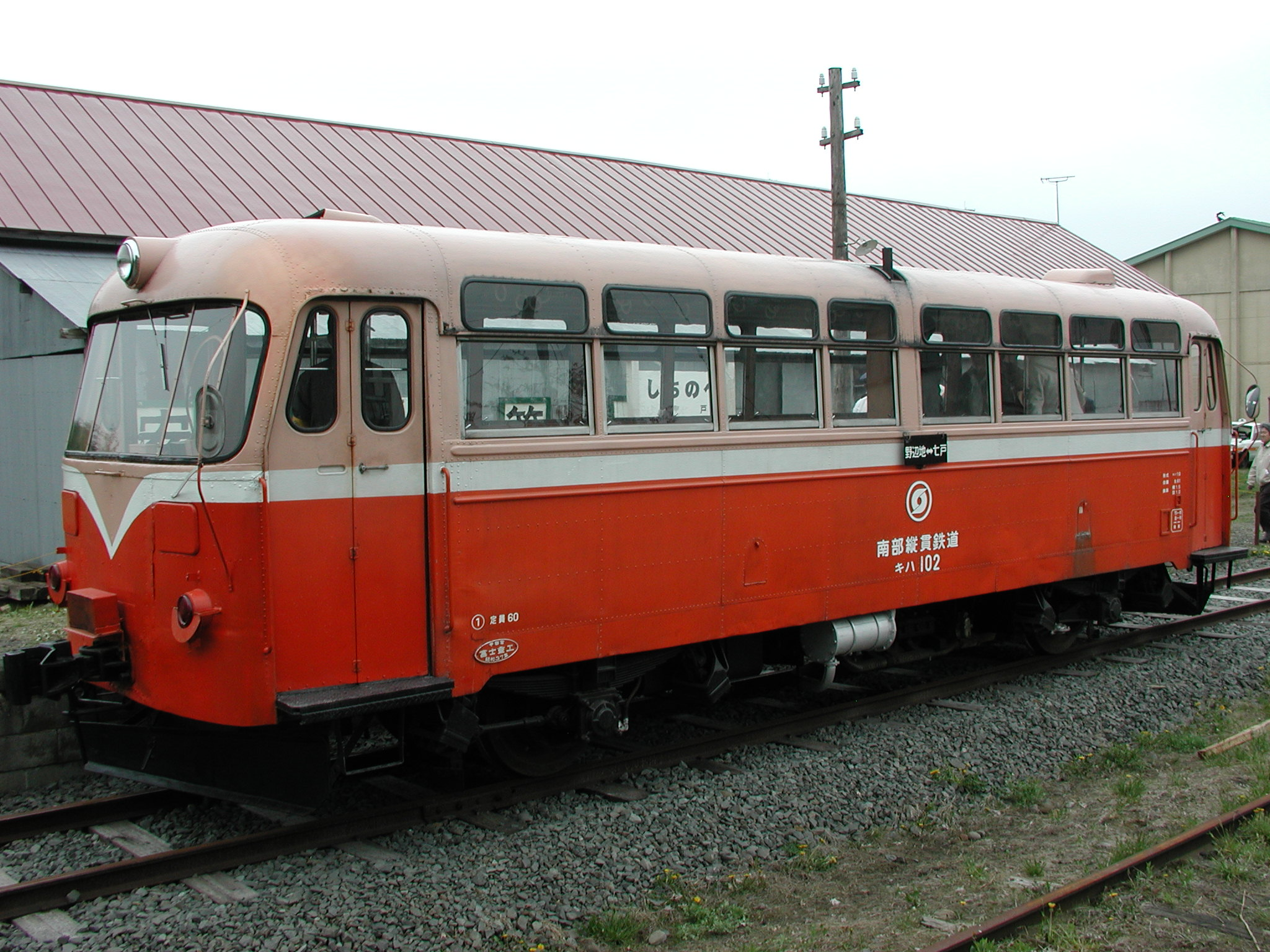
キハ102
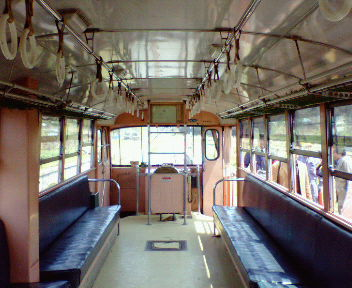
キハ102車内。左側に排気管が見える。
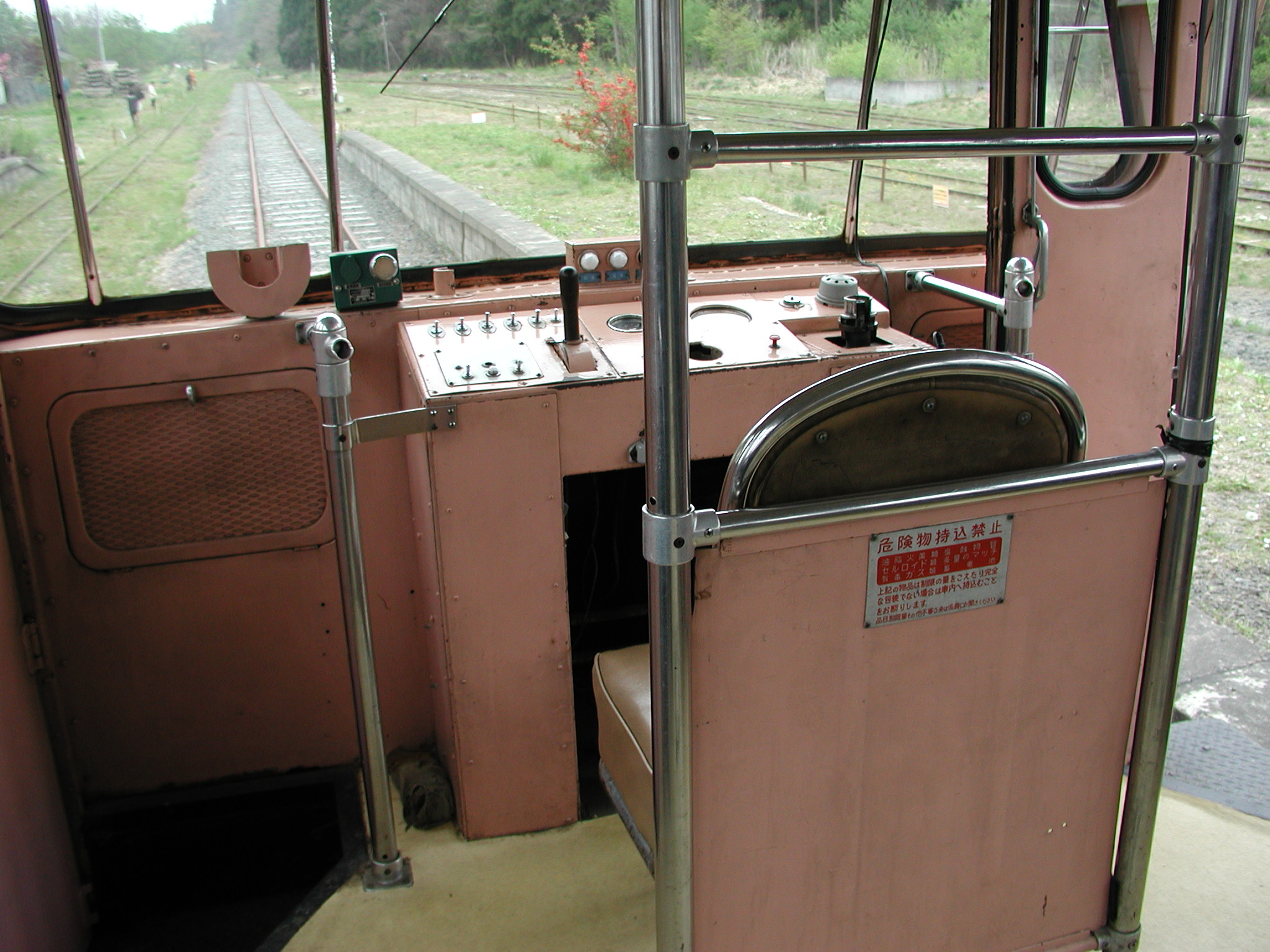
キハ102運転台
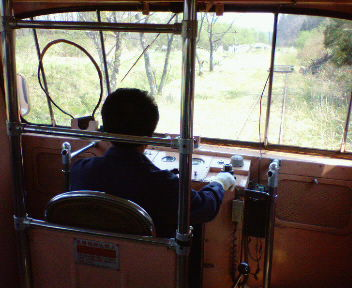
キハ102車内 運転台操作風景
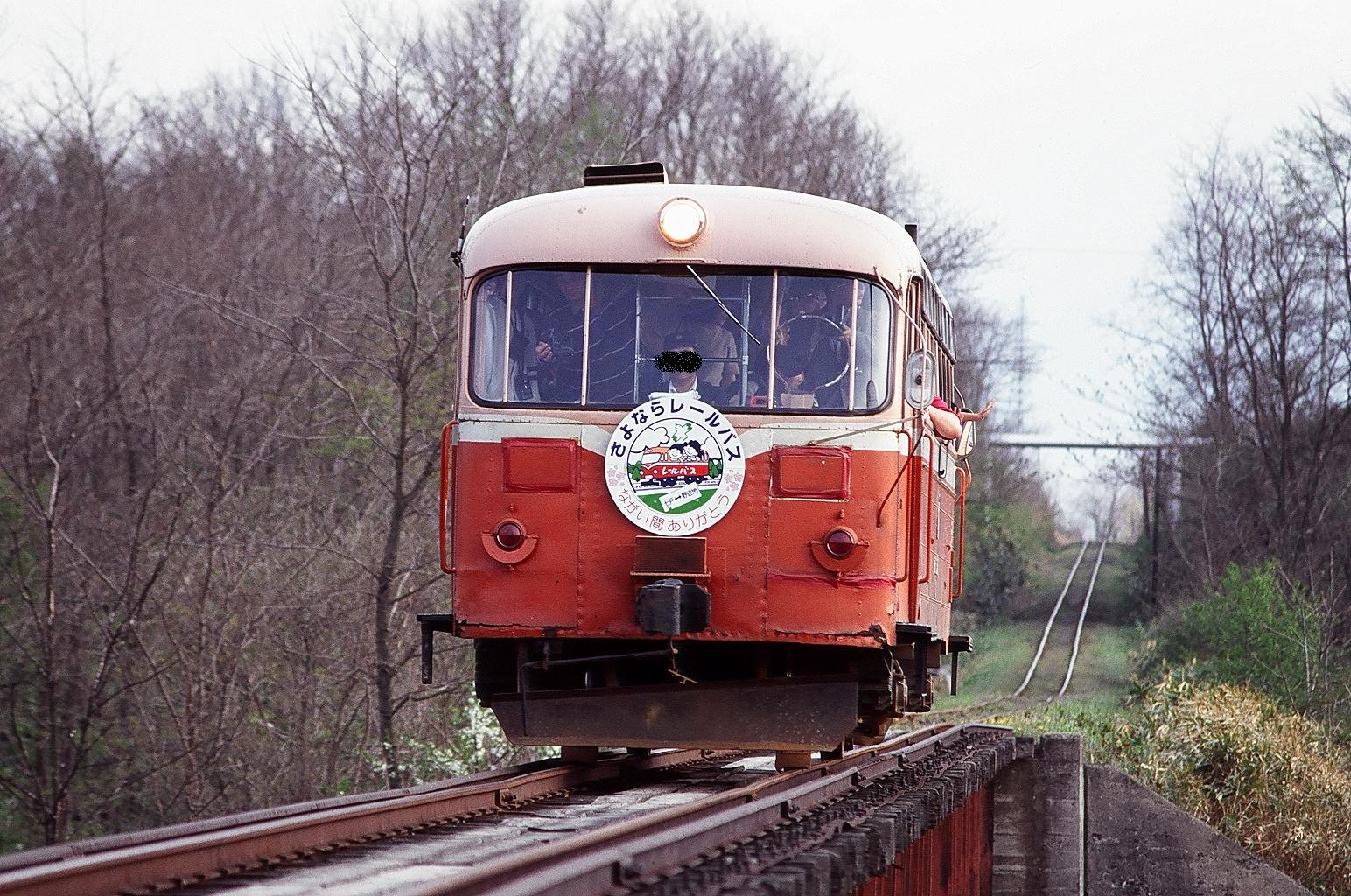
廃止直前のレールバス、車内は満員状態 坪川駅ホームから撮影

## キハ103
開業後の1962年11月に常総筑波鉄道（現・関東鉄道）のキハ302を譲り受けた車両。旧・筑波鉄道が発注した1937年（昭和12年）日本車輌東京支店製のガソリンカーで、1945年（昭和20年）に常総筑波鉄道が成立してからも筑波線で使われていた。1951年（昭和26年）にエンジンを製造時の米ウォーケシャ（英語版）・6SRLから日野・DS11に換装し、ディーゼル動車に改造されている。
前面3枚窓、側面はE2D5D3（E:乗務員室扉、D:客用扉）の窓配置である。塗装は譲渡時にキハ101・102と同一の塗装に変更された。
譲受当初から予備車的存在で、キハ104の導入により1980年（昭和55年）に廃車となり解体された。

### 諸元
- 車体寸法（全長×全幅×全高） - 12,440 mm×2,720 mm×3,760 mm
- 自重 - 15.5 t
- 機関 - 日野DS11×1
- 動力伝達方式 - 液体式
- 定員 - 80人（座席38人）

## キハ104

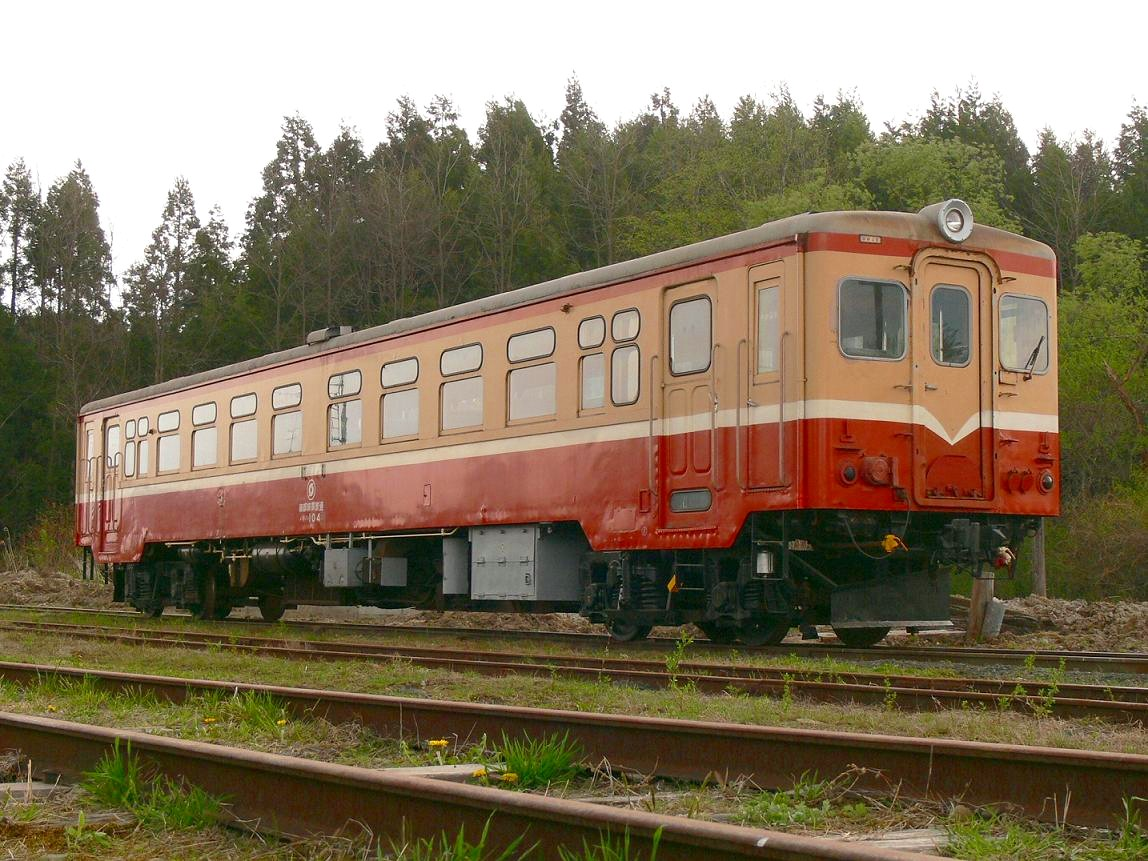
キハ104

1956年（昭和31年）製の国鉄キハ10 45を1980年（昭和55年）に譲り受けた車両。塗装は譲渡時にキハ101・102と同一の塗装に変更された。キハ101・102よりも大型であり、当初は朝夕ラッシュ時に使用されたが、もともと暖地仕様車のため冬季の運用に難点があることに加えて晩年は利用者の減少が進み、燃料費がかさむためあまり使用されなくなっていった。
路線休止直前になると混雑するようになり、キハ101・102では乗客をさばき切れなくなったため、キハ101・102の続行として運用された。休止後はキハ101・102と同様、旧七戸駅構内で動態保存されている。